# Nazionale di pallavolo paralimpica femminile dell'Iran

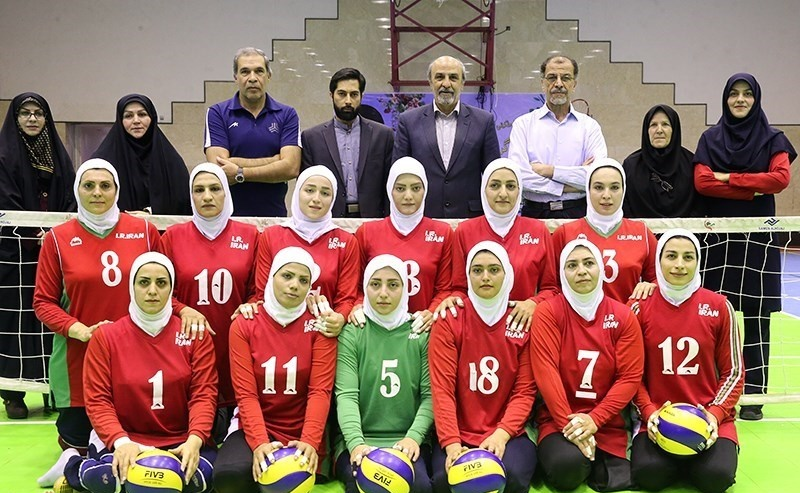
Squadra dell'Iran nell'agosto 2016

La nazionale di pallavolo paralimpica femminile dell'Iran rappresenta il paese in occasione di eventi internazionali. Sono presenti 12 atlete all'interno della squadra.

## Paralimpiadi
La prima volta che la squadra nazionale di pallavolo femminile iraniana si è qualificata alle Paralimpiadi, è stata nel 2016, dopo aver raggiunto le finali agli Asian Para Games nel 2014. La finale è stata vinta contro la formazione della Cina, con il risultato di 3-0 (25-15; 25-12; 25-15). Maleki Zeinab Dizicheh e Abdi Zahra sono stati le giocatrici principali della squadra durante il corso del torneo. Nell'anno precedente i Giochi, la squadra si è allenata a Isfahan, dove c'erano 20 membri al campo insieme a giocatrici della squadra nazionale junior. Gli eventi di preparazione alla competizione delle Paralimpiadi, prevedono la partecipazione della alla Coppa Intercontinentale di marzo 2015.

## Personale
Nel 2015, Farid Saebi è stato nominato come commissario tecnico della squadra.